# En riktig jul (datorspel)
En riktig jul är ett svenskt datorspel från 2007 som bygger på SVT:s julkalender med samma namn. Spelet utvecklades av Upside Studios och utgavs av Pan Vision.

## Upplägg och innehåll
Spelet utspelas bakom kulisserna i tomtens verkstad där Ordernissen behöver hjälp med att uppfylla barnens önskningar.
Spelet består av 24 minispel som låses upp med koder som avslöjades efter dagens avsnitt av julkalendern i TV.

## Rollista
- Suzanne Ernrup – Elfrid
- Allan Svensson – tomten
- Björn Johansson – ordernissen
- Anders Carlsson – Pascal

## Mottagande
Länstidningen Östersunds recensent Anders Moverare ansåg att SVT lärt sig av förra julkalenderspelet och låtit spelet och TV-serien den bygger på hänga ihop och komplettera varandra. Samtidigt förbehöll sig Moverare och skrev att det inte var någon storslagen spelupplevelse men uppfyllde sin funktion som komplement till julkalendern i TV.
Svenska Dagbladets recensent Boel Bermann gav spelet 3 av 5 i betyg och beskrev spelet som "naivt, pedagogiskt och snällt – men inte mycket att hänga i julgranen". Göteborgs-Postens recensent Mats Lerneby ansåg att spelet hade dålig grafik och var mycket enkelt och skrev att det är "ett slarvigt hafsverk som inte borde ha släppts".
Aftonbladets recensent Therese Granlund beskrev spelet som "förvånansvärt fyndiga i all sin enkelhet" men menade ändå på att spelet inte blev särskilt roligt förrän en bit in. Granlund beskrev även spelet som modernt julig och menade på att spelet skulle passa för mindre barn.
Spelet befann sig på svenska speltoppen under veckorna 46 och 48. Spelet blev det fjärde mest sålda svenskproducerade spelet under 2007.